# Curioso come George (film)
Curioso come George (Curious George) è un film d'animazione diretto da Matthew O'Callaghan, basato sui personaggi dei libri per bambini scritti da Margret Rey e Hans August Rey. Il film è un prequel alla serie televisiva Curioso come George.

## La pellicola
Nel film si racconta l'incontro tra i due protagonisti, si conosce il motivo per cui Ted è vestito con un completo da escursionista tutto giallo, si sa come è stato deciso il nome George e si scoprono altre curiosità. Rispetto alla serie, vi sono alcune differenze di personaggi e ambientazioni. Ted abita in un palazzo diverso e guida un pick up, troviamo il direttore del museo, il figlio di questo, la maestra Maggie, l'inventore Clovis, tutti non presenti nella serie televisiva.   
Il film è uscito negli USA il 10 febbraio 2006.

## Trama
Ted, guida di un museo di New York che rischia di chiudere per mancanza di visitatori, parte per un viaggio nella giungla africana alla ricerca di un idolo misterioso che potrebbe diventare la nuova attrattiva del museo. Purtroppo la spedizione non porterà i frutti sperati e durante il ritorno, George, una scimmietta vivace e curiosa, seguirà Ted, a sua insaputa, fino a casa. La scimmietta si rivela una fonte inesauribile di guai e quando questa viene catturata, Ted si trasforma nel suo coraggioso salvatore e insieme troveranno il modo di salvare il museo dalla chiusura.

## Colonna sonora
- Upside Down - 3:28
- Broken - 3:55
- People Watching - 3:19
- Wrong Turn - 2:53
- Talk of the Town - 3:22
- Jungle Gym - 2:24
- We're Going to Be Friends - 2:18
- The Sharing Song - 2:45
- The 3 R's - 2:55
- Lullaby - 2:48
- With My Own Two Hands - 2:59
- Questions - 4:10
- Supposed to Be - 2:54

## Sequel
Nel 2009 è uscito un sequel intitolato Curioso come George 2 - Missione Kayla. In questo film George vorrebbe andare al circo per vedere uno spettacolo, ma l'uomo dal cappello giallo è impegnato perché sta per diventare direttore del museo. Alla fine comunque si convince e va al circo con George e la sua fidanzata. Qui un elefante scappa con George, che, dopo tante avventure, alla fine lo aiuterà a ritrovare la famiglia. Nel 2015 è uscito un altro sequel, intitolato Curioso come George 3 - Ritorno nella giungla.